# Tire Me
«Tire Me» es la sexta canción del álbum Evil Empire del grupo de rap metal estadounidense Rage Against the Machine. A pesar de que no tuvo un video musical, no fue publicada en formato para medios, y no tuvo impacto radial, pero la canción ganó en 1997 el Premio Grammy a la Mejor interpretación de metal.
«Tire Me» hizo su debut en vivo en el Cal State en Carson, California el 29 de abril de 1994.

## Trivia
- En el festival Pinkpop de 1994, antes de tocar la canción Zack la dedicó a la nación que estaba celebrando la muerte del antiguo presidente Richard Nixon.
- La canción se escucha y aparece en los créditos de la película Higher Learning, aunque no aparece en su banda sonora (donde la canción «Year of tha Boomerang» si está presente)
- La canción también hace referencia a Jacqueline Kennedy Onassis cuando Zack susurra la frase: «Quiero ser Jackie Onassis. Quiero ponerme un par de gafas oscuras. Quiero ser Jackie O. Oh, oh, oh por favor no te mueras!» («I wanna be Jackie Onassis. I wanna wear a pair of dark sunglasses. I wanna be Jackie O. Oh, oh, oh please don't die!»),
- La línea «Please don't die!» (¡Por favor no te mueras!) es una referencia a Jacqueline Kennedy Onassis, que murió por el linfoma de Hodgkin dos años antes de que el disco Evil Empire fuera publicado.

- Datos: Q2655111